# Аниваям
Аниваям — река в России, на северо-востоке Камчатского края.
Длина реки — 40 км. Протекает по территории Олюторского района Камчатского края. Впадает в Берингово море (бухта Северная Глубокая).
Название в переводе с корякского Аӈйиваям — «река, покрытая мягким снегом».

## Данные водного реестра
По данным государственного водного реестра России относится к Анадыро-Колымскому бассейновому округу.
Код объекта в государственном водном реестре — 19060000212120000002068.